# IJle hazenzegge
De ijle hazenzegge, late hazenzegge of Amerikaanse hazenzegge (Carex crawfordii) is een overblijvend kruid dat behoort tot de cypergrassenfamilie (Cyperaceae). De plant komt van nature voor in Noord-Amerika en is van daaruit verspreid naar Europa. Het aantal chromosomen is 2n = 2n = 52, circa 66 of 70.
De plant wordt 20-60 cm hoog, heeft geen wortelstokken en vormt een dichte zode. De bladeren zijn 7-22 cm lang en 1-2,5 mm breed. Het tongetje is 1,5-6 mm groot. De bladschede is vliezig.
De plant bloeit van mei tot in september. De 1,8-3 cm lange en 8-14 mm brede bloeiwijze heeft zes tot twaalf tweeslachtige aren. De vrouwelijke bloemen zitten bovenaan en de mannelijke onderaan de aar. Het schutblad is vaak langer dan de bloeiwijze. De aren zijn 8-10 mm lang en 4,5-6,5 mm breed. Het vruchtbeginsel heeft twee stempels. De smal lancetvormige of smal eivormige, 3-4 mm lange en tot 1 mm brede, geelbruine urntjes zijn al of niet nerven en hebben 0,1-0,2 mm brede vleugels met een gezaagd rand. De van de stengel afgerichte urntjes hebben tot vijf nerven en die naar de stengel gericht tot vier nerven. De bruine of roodbruine, boven het kafje uitstekende snavel is 2,1-3 mm lang en heeft twee tanden. Op het urntje zit een mierenbroodje. Het urntje is een soort schutblaadje dat geheel om de vrucht zit.
De vrucht is een 1,1-1,5 mm lang en 0,6-0,8 mm breed, lensvormig nootje.

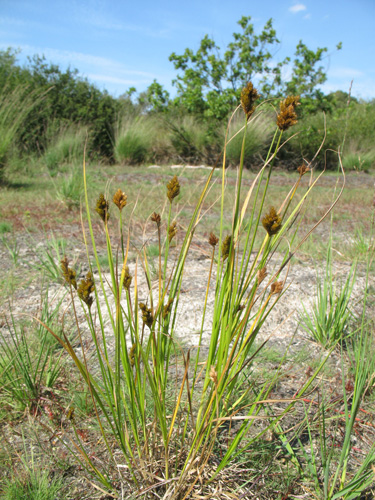
Planten
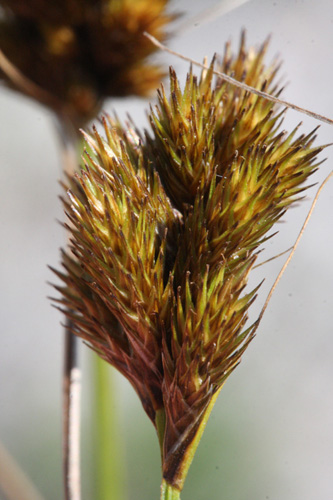
Bloeiwijze
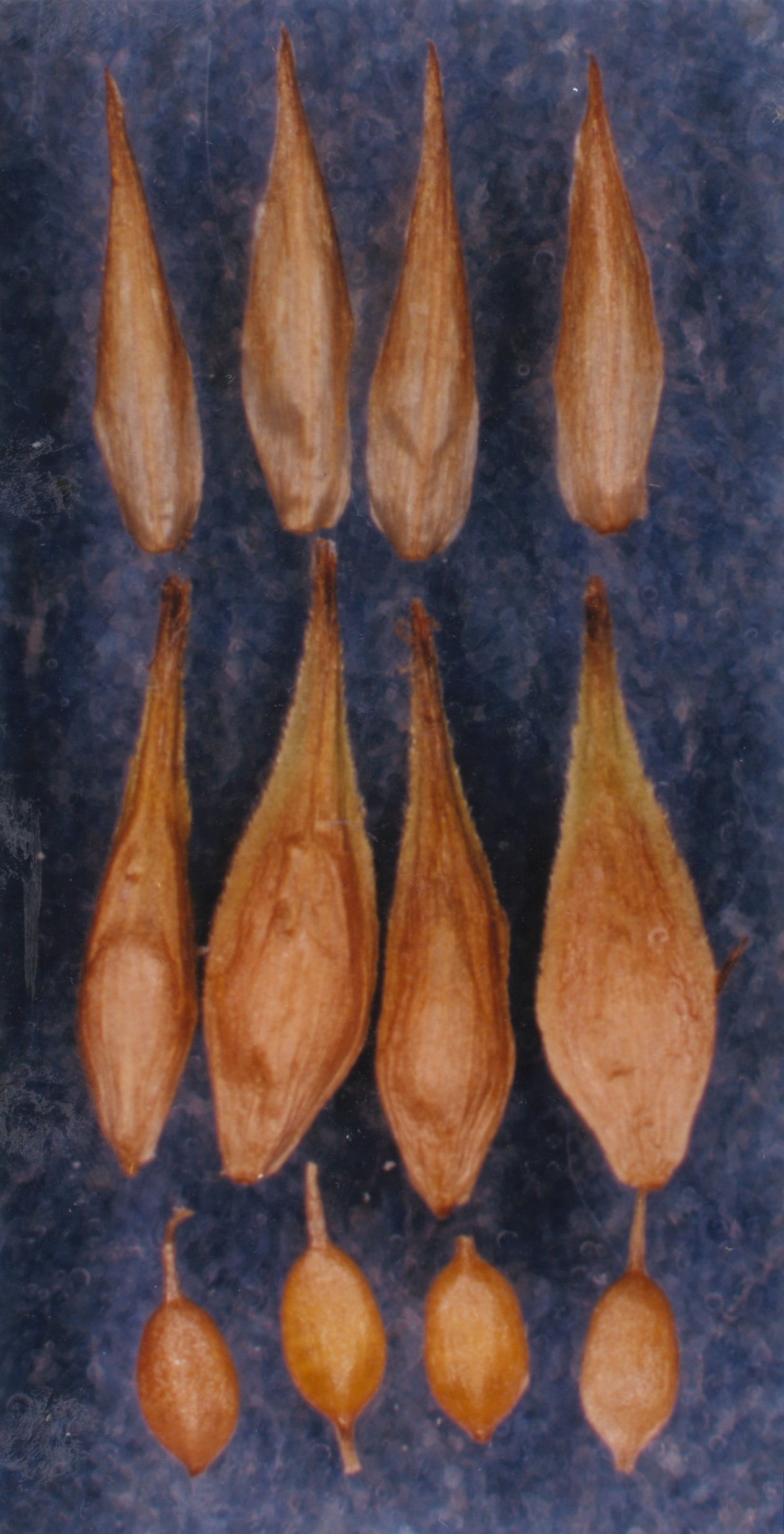
Boven: kafjes, midden urntjes, onder nootjes

De ijle hazenzegge komt voor langs waterkanten en in natte weilanden.